# Stredor
De Stredor is een Nederlandse wegrace-zijspanracer uit de jaren 1990.
In de jaren negentig begonnen zijspancoureurs steeds meer problemen te ondervinden om aan een geschikte krachtbron te komen, omdat tot dan voornamelijk al dan niet gewijzigde versies van de "oude” Yamaha TZ 500-blokken werden gebruikt. Die begonnen te verouderen, waardoor sommigen zelf nieuwe blokken gingen ontwikkelen. Egbert Streuer ontwikkelde in 1991 samen met zijn vriend en constructeur Rinus Dorgelo een viercilinder tweetakt-boxermotor, die Stredor gedoopt werd.